# Дмитриево (Кирилловский район)
Дмитриево — деревня в Кирилловском районе Вологодской области.
Входит в состав Талицкого сельского поселения, с точки зрения административно-территориального деления — в Колкачский сельсовет.
Расстояние до районного центра Кириллова по автодороге — 56,8 км, до центра муниципального образования Талиц по прямой — 7 км. Ближайшие населённые пункты — Рогово, Талашманиха, Дергаево, Колкач.
По переписи 2002 года население — 8 человек.